# Всемирный день контрацепции
(англ. World Contraception Day (WCD)) — международный день, который отмечается по всей планете ежегодно, 26 сентября начиная с 2007 года.
Это мероприятие проводится под девизом: Contraception: It’s Your Life, it’s your responsibility, что в переводе на русский язык означает следующее: «Контрацепция: ваша жизнь, ваша ответственность».
Инициаторами проведения Всемирного дня контрацепции являются десять международных организаций так или иначе связанных с проблемами планирования семьи:
1. Агентство США по международному развитию
2. Азиатско-Тихоокеанский совет по контрацепции (англ. Asian Pacific Council on Contraception (APCOC))
3. Европейское общество контрацепции и репродуктивного здоровья (англ. European Society of Contraception and Reproductive Health (ESC))
4. Латиноамериканский центр «Здоровье и Женщина» (Centro Latinamericano Salud y Mujer; CELSAM)
5. Немецкий фонд мирового населения (англ. German Foundation for World Population (DSW))
6. Международная федерация детской и подростковой гинекологии (англ. International Federation of Pediatric and Adolescent Gynecology (FIGIJ))
7. Международная федерация планирования семьи (англ. International Planned Parenthood Federation (IPPF))*
8. Мари Стоупс Интернэшнл (Marie Stopes International (MSI))*
9. Pan American Health and Education Foundation (PAHEF)*
10. Совет по народонаселению (англ. Population Council)[5].

Организации, которые инициировали проведение Всемирного дня контрацепции, исповедуют принцип, согласно которому каждая беременность должна быть желанной. Они видят свою миссию в том, чтобы максимально повысить осведомлённость населения о способах и методах контрацепции и дать молодым людям возможность самостоятельно принимать информированные решения по вопросам сексуального и репродуктивного здоровья, избежать внеплановых беременностей, дабы девушкам (прежде всего несовершеннолетним) не приходилось прибегать к абортам.
Этот день, по замыслу организаторов, должен привлечь внимание властей и общественности к проблемам, которые возникают вследствие недостаточного полового воспитания и пренебрежения к средствам контрацепции.